# Schloss Pfaueninsel

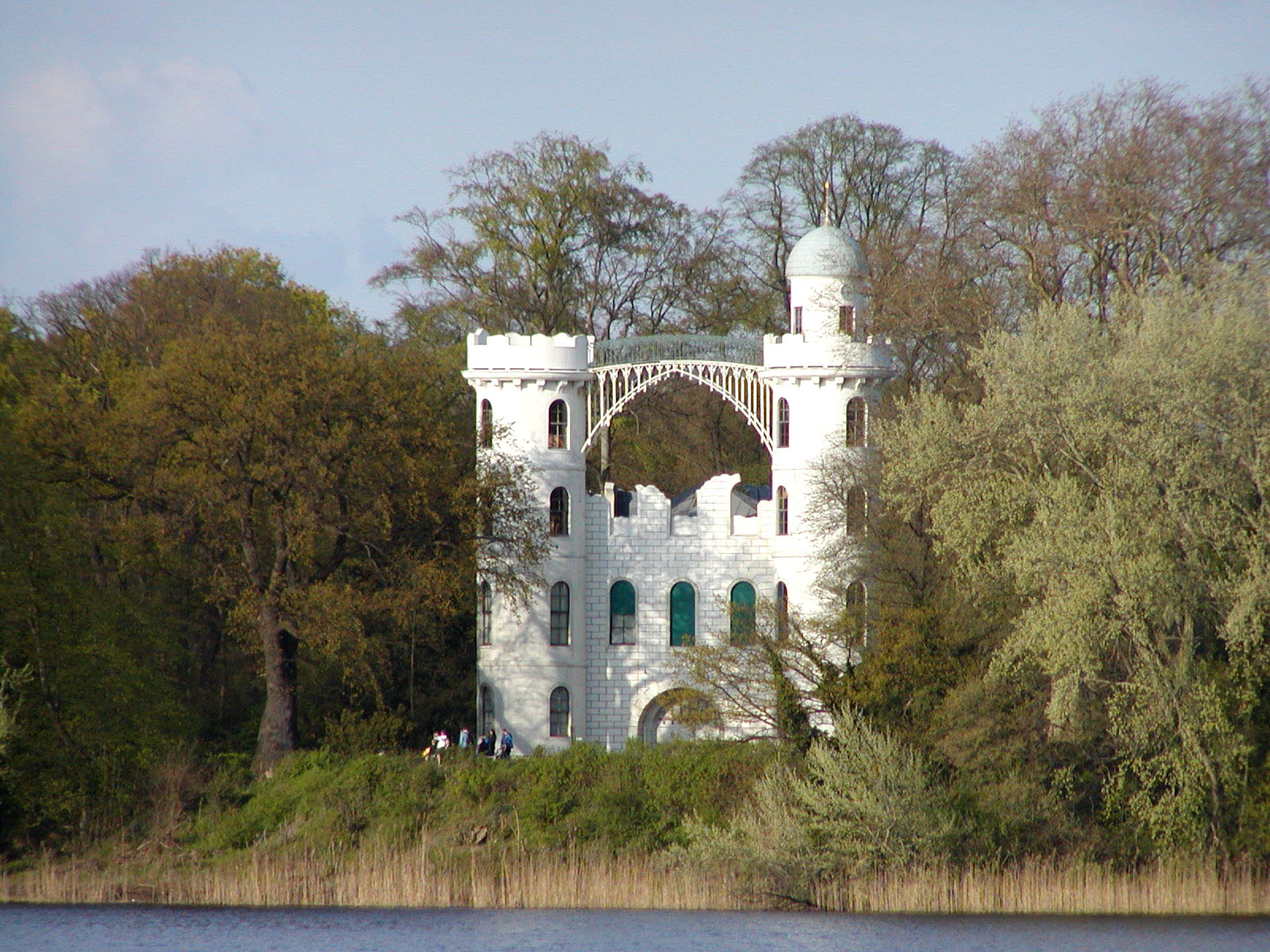
Westfassade Schloss Pfaueninsel

Das Schloss Pfaueninsel auf der gleichnamigen Pfaueninsel in der Havel bei Berlin ist ein für den preußischen König Friedrich Wilhelm II. Ende des 18. Jahrhunderts errichtetes Lustschloss.

## Die Planung des Schlösschens
Friedrich Wilhelm II. ließ sich am Heiligen See in Potsdam von 1787 bis 1792 mit dem Marmorpalais ein Sommerschloss bauen, dessen fernere Umgebung er in den folgenden Jahren in die Parklandschaft mit einbezog. Vom Marmorpalais aus wurde eine Sichtachse zur benachbarten Pfaueninsel – die damals noch Kaninchenwerder hieß – angelegt, die mit einem Blickfang als Abschluss gekrönt werden sollte. Da die Pfaueninsel vom Marmorpalais aus in der Reichweite eines Ruderbootes lag und man auf dem Wasserweg auch vom entfernteren Schloss Charlottenburg an der Insel vorbeikam, sollte hier ein kleines Schlösschen erbaut werden, in dem man sich nach einer Bootsfahrt ausruhen und auch die Nacht verbringen konnte. Friedrich Wilhelm, der lange Zeit eine Beziehung zu Wilhelmine Encke pflegte und sich von ihr zeit seines Lebens nicht löste, hatte sicher auch im Sinn, sich mit der Vertrauten und Geliebten hier ungestört aufhalten zu können. Die Zuneigung ging so weit, dass er Wilhelmine 1796 zur Gräfin Lichtenau adelte. Die gelegentlich als „preußische Pompadour“ bezeichnete Wilhelmine wurde an der Planung des Schlosses beteiligt und sie durfte die Inneneinrichtung, die Möblierung und Dekorationen weitgehend selbst bestimmen. Wirklich genießen konnte die Gräfin das Werk allerdings nicht, im Jahr der Fertigstellung des kleinen Schlosses verstarb ihr Gönner Friedrich Wilhelm II. und sie wurde in die Verbannung geschickt. Das Schloss wurde anschließend von Friedrich Wilhelms Nachfolger genutzt.

## Architektur

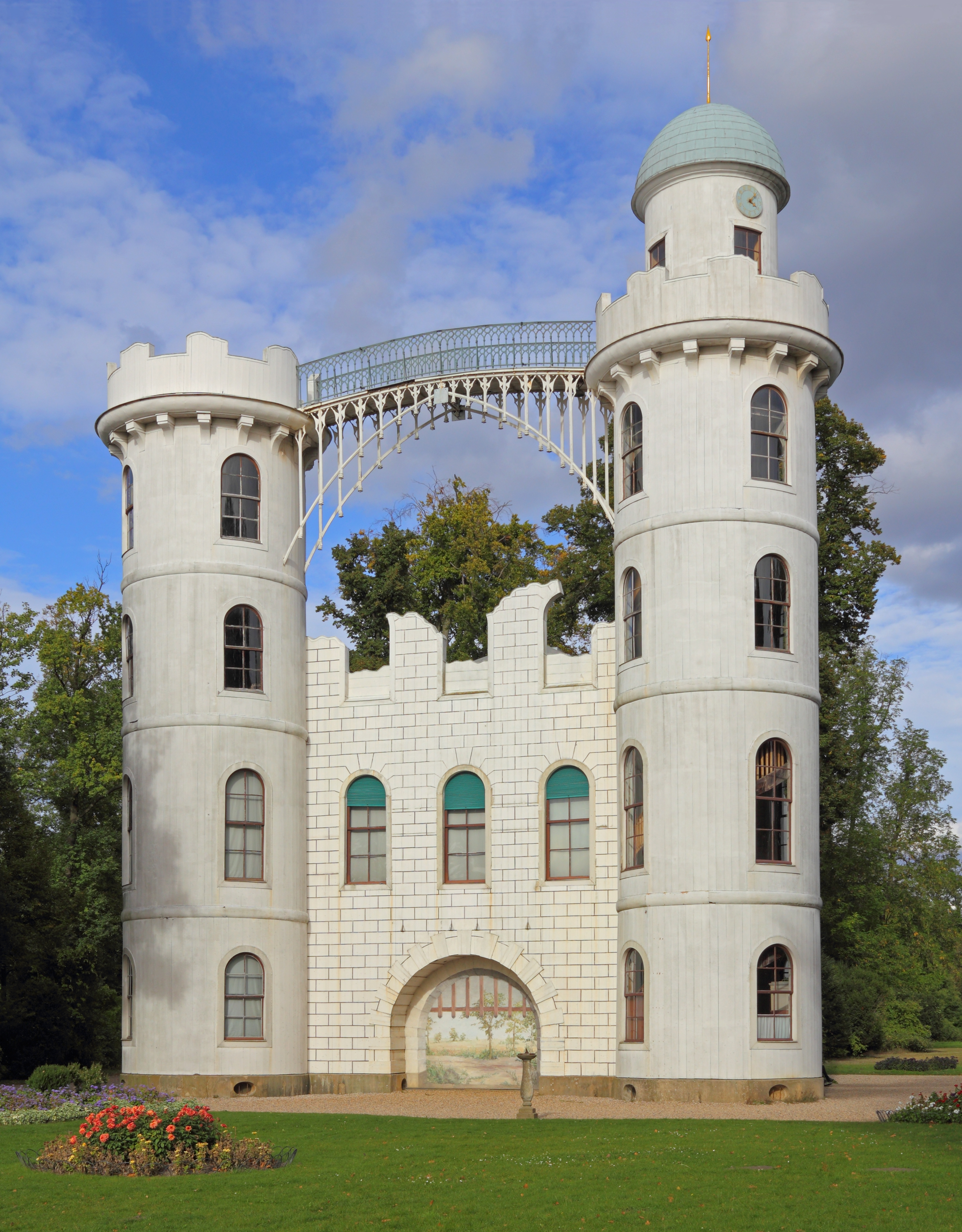
Blick auf die Westfassade mit dem Treppenturm im Vordergrund rechts (2012)

Das Schloss sollte als romantische Ruinenarchitektur ausgeführt werden, und eine der Vorgaben des Königs war, dass der Bau aus preußischen Hölzern errichtet sein musste. Die Pläne stammen von Michael Philipp Boumann, die Bauleitung übernahm der Hofzimmermeister Johann Gottlieb Brendel. Der Bau ist ein Fachwerkbau mit einer Holzverschalung und mit aufgemalten Quadersteinen. Die Arbeiten dauerten von 1794 bis 1797. Das weiße Schlösschen wurde von Brendel im Wesentlichen als ein zweigeschossiger Kubus entworfen – ein drittes Stockwerk ist nur mit Fensterrudimenten angedeutet –, dem er die Hauptfassade voranstellte und die er mit zwei durch eine Brücke verbundene Rundtürme schmückte. Dabei greift die Gebäudestruktur den malerischen Entwurf eines ursprünglich für den Charlottenburger Schlossgarten geplanten – aber nie realisierten – Gondelhauses auf. Die die Türme verbindende Brücke war ursprünglich aus Holz, wurde aber bereits 1807 durch eine aus Schmiedeeisen ersetzt. In der Mitte des Gebäudes ist hier ein gemalter Torbogen mit Aussicht auf eine „italienische Landschaft“ dargestellt. Diese Seite des Gebäudes ist genau auf das Marmorpalais ausgerichtet, das Schloss wurde sehr frei als „verfallenes römisches Landhaus“ interpretiert. Hinter den Fenstern des Obergeschosses der Hauptfassade befindet sich der Festsaal.
Die Innenräume sind einfach, aber äußerst qualitätsvoll ausgestattet. Die Einrichtung ist bis heute fast vollständig original erhalten, wenn auch aufgrund des Alters einige Schäden, besonders an den Papiertapeten, zu verzeichnen sind. Neben der Silberkammer im Keller beherbergt das Schlösschen mehrere Kabinette, zwei Schlafkammern und den mit verschiedenen wertvollen Holzsorten geschmückten Speise- und Festsaal im zweiten Geschoss. Einer der Türme ist als Treppenhaus konzipiert und mit edlem Marmor ausgelegt, in dem anderen finden sich kleine, runde Salons, von denen das sogenannte „Otaheitische Kabinett“ besondere Aufmerksamkeit verdient. Dieser Raum ist von innen wie eine Bambushütte gestaltet, die zusätzlich zu den realen Fenstern einen Ausblick in eine exotische gemalte Landschaft bietet, in der sich die Gebäude der Pfaueninsel wiederfinden. Die oberen Stockwerke der Türme wurden als Bedienstetenzimmer genutzt. Die Küche des Schlösschens wurde wenige Meter nördlich neben dem Bau unauffällig in einen Hang integriert. Zur Zeit der Nutzung war sie durch einen unterirdischen Gang mit dem Schloss verbunden.

## Sanierung
Das Schloss wurde von 2021 bis 2025 umfassend saniert. Dabei wurden das Tragwerk instandgesetzt und die Verschalung, der Außenanstrich und die Dachhaut erneuert. Die gußeisere Brücke zwischen den Türmchen wurde an einigen Stellen ausgebessert. Im Inneren fanden Restaurierung- und Konservierungsarbeiten vor allem an den Wänden statt.

## Bildergalerie

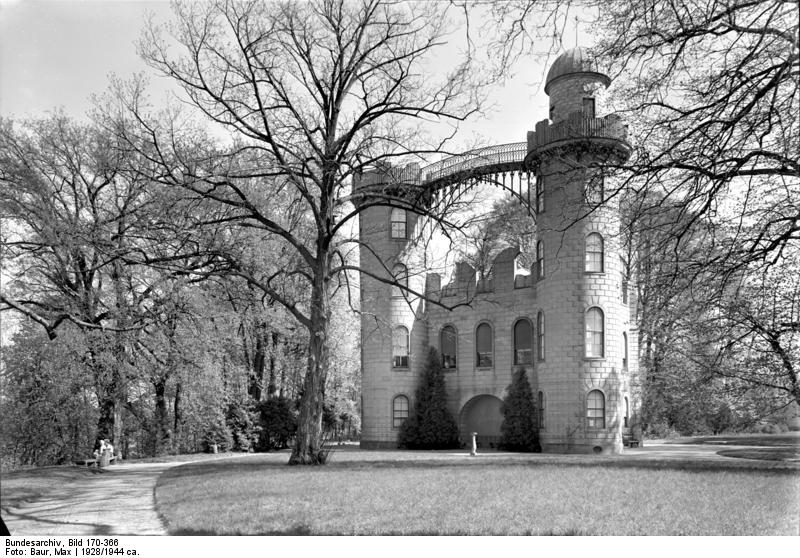
Das Schloss in den 1930er Jahren
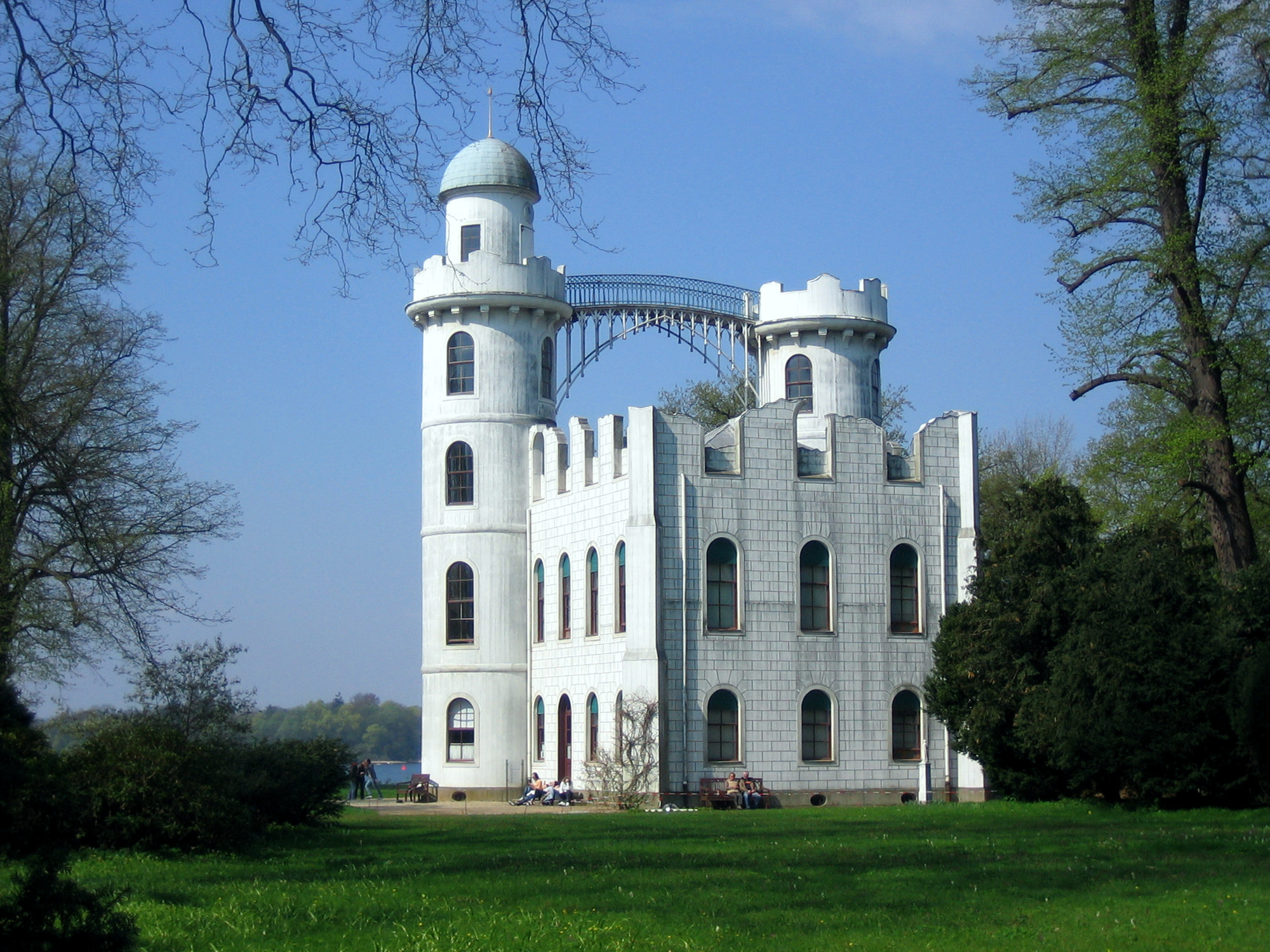
Blick auf den Kubus mit den Wohnräumen von Osten
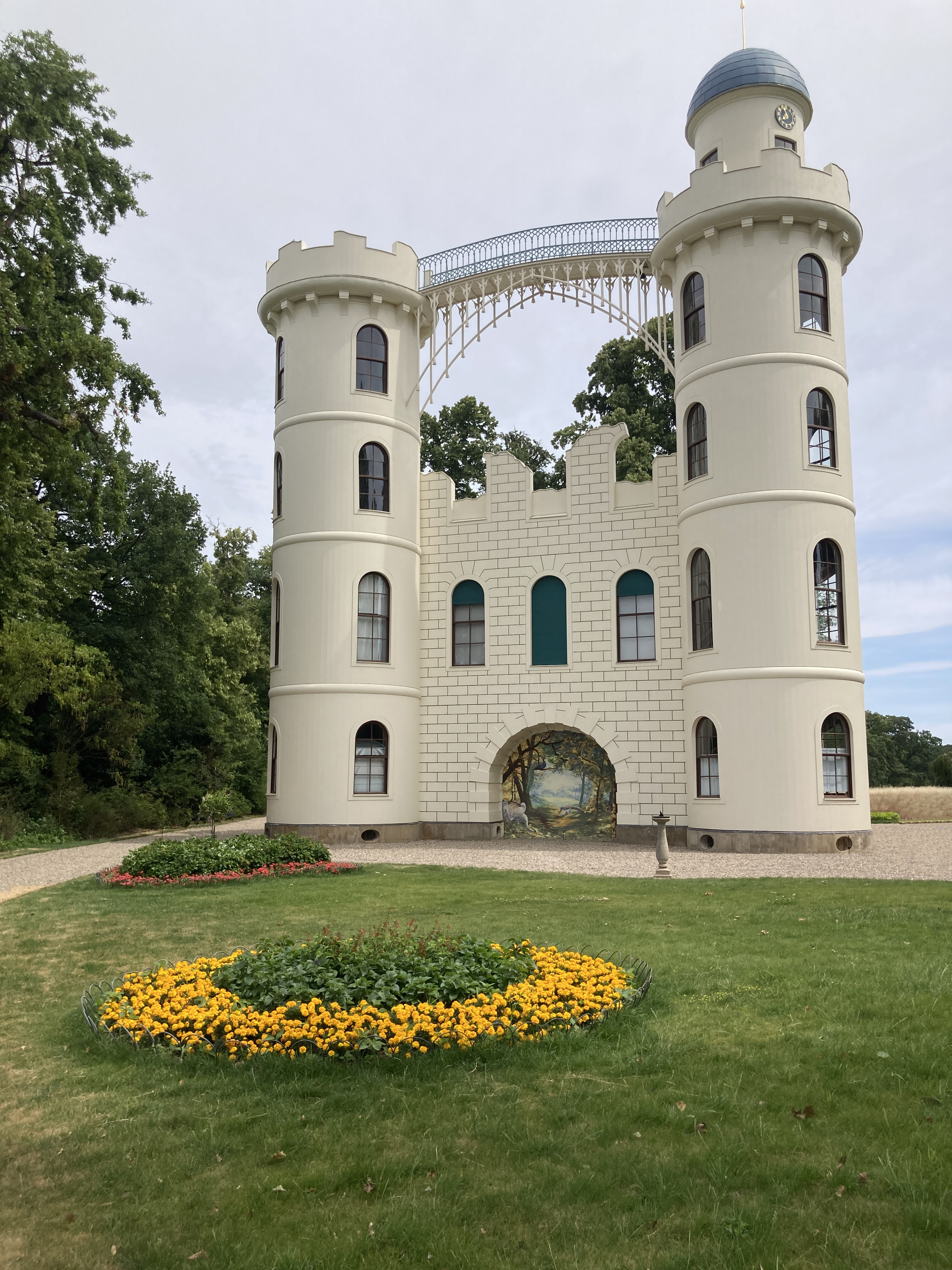
Ansicht aus Westen (2025)
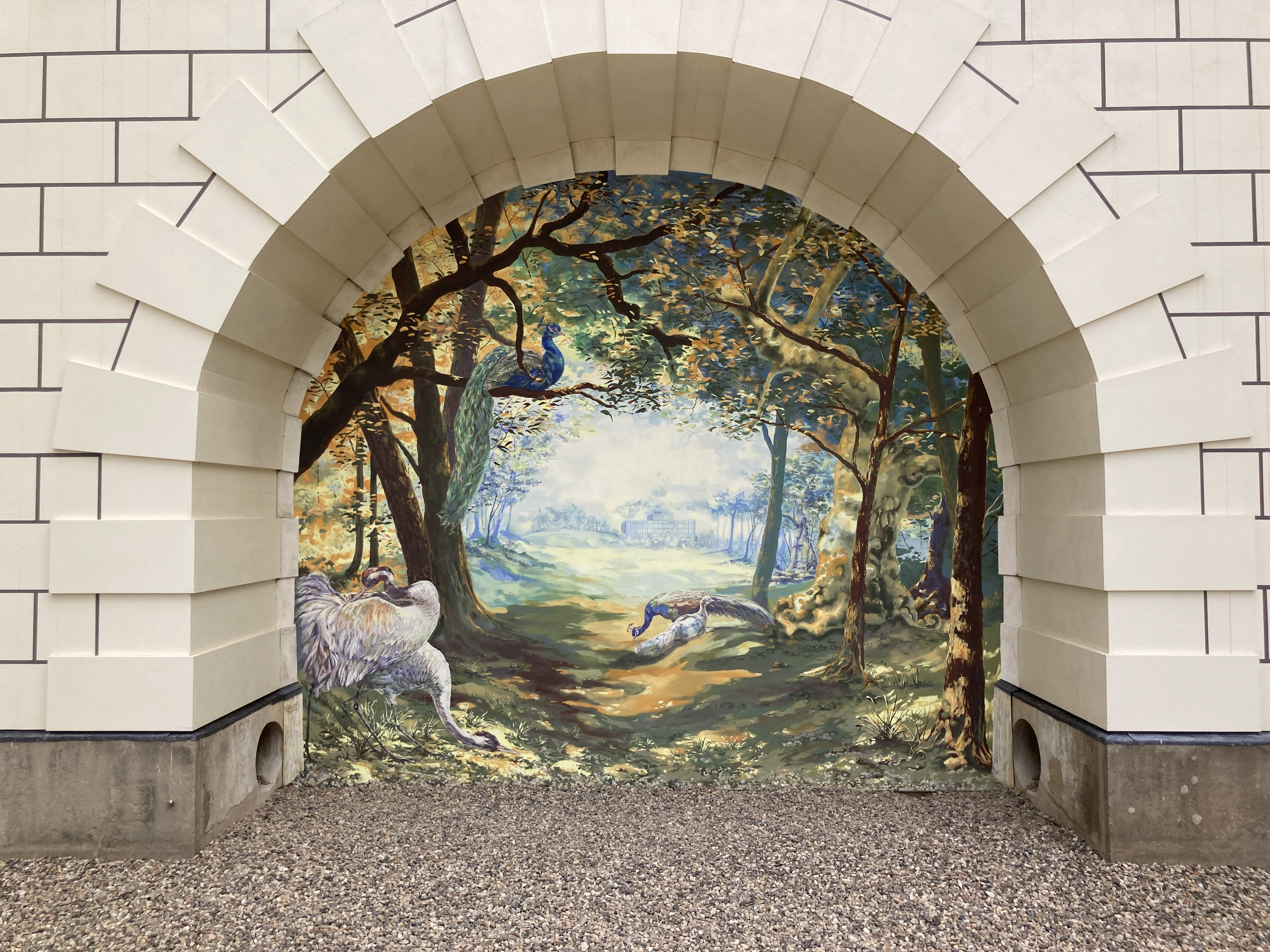
Illusionsmalerei auf der Westseite (2025)
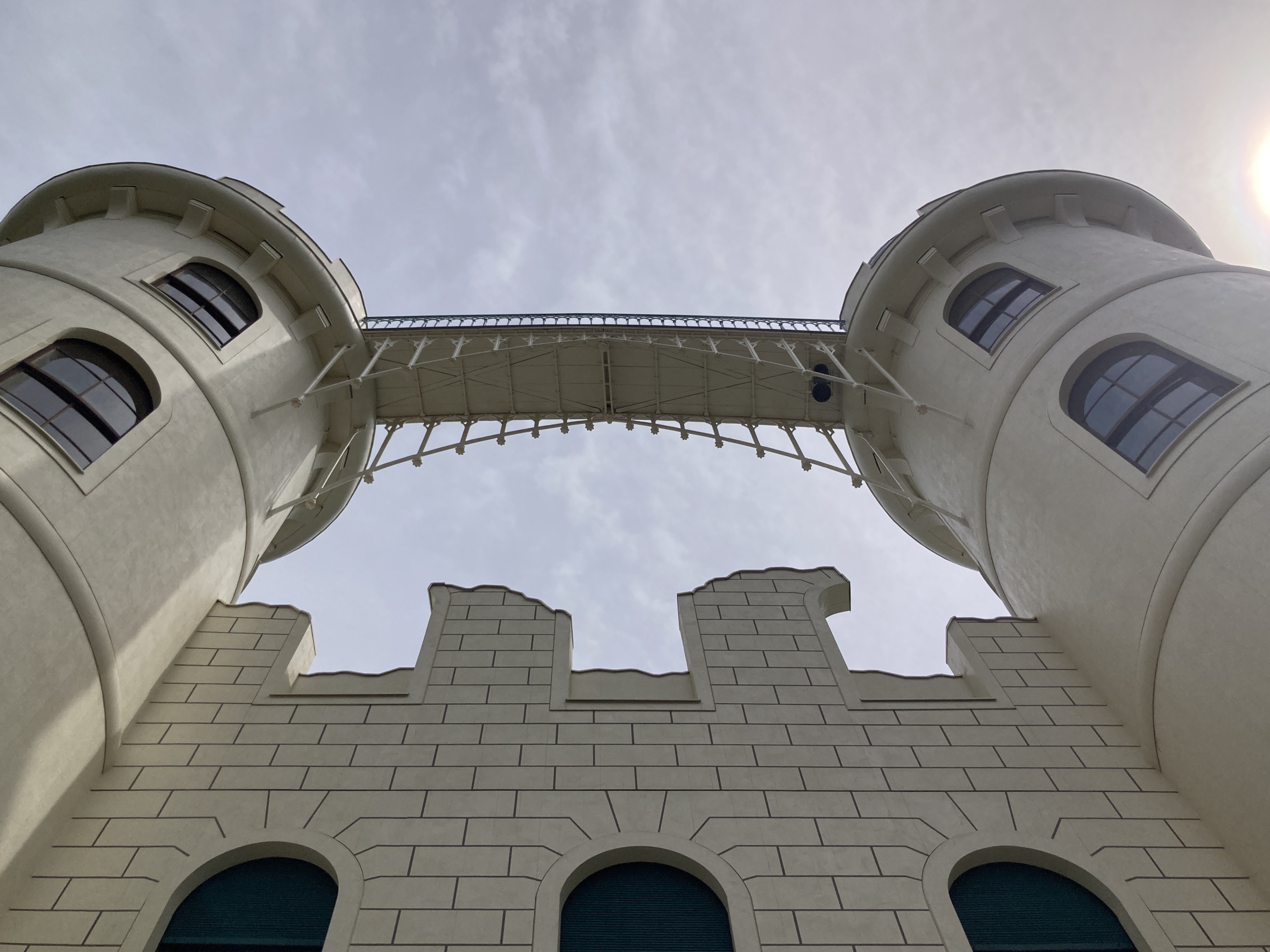
Türme mit gußeiserner Brücke
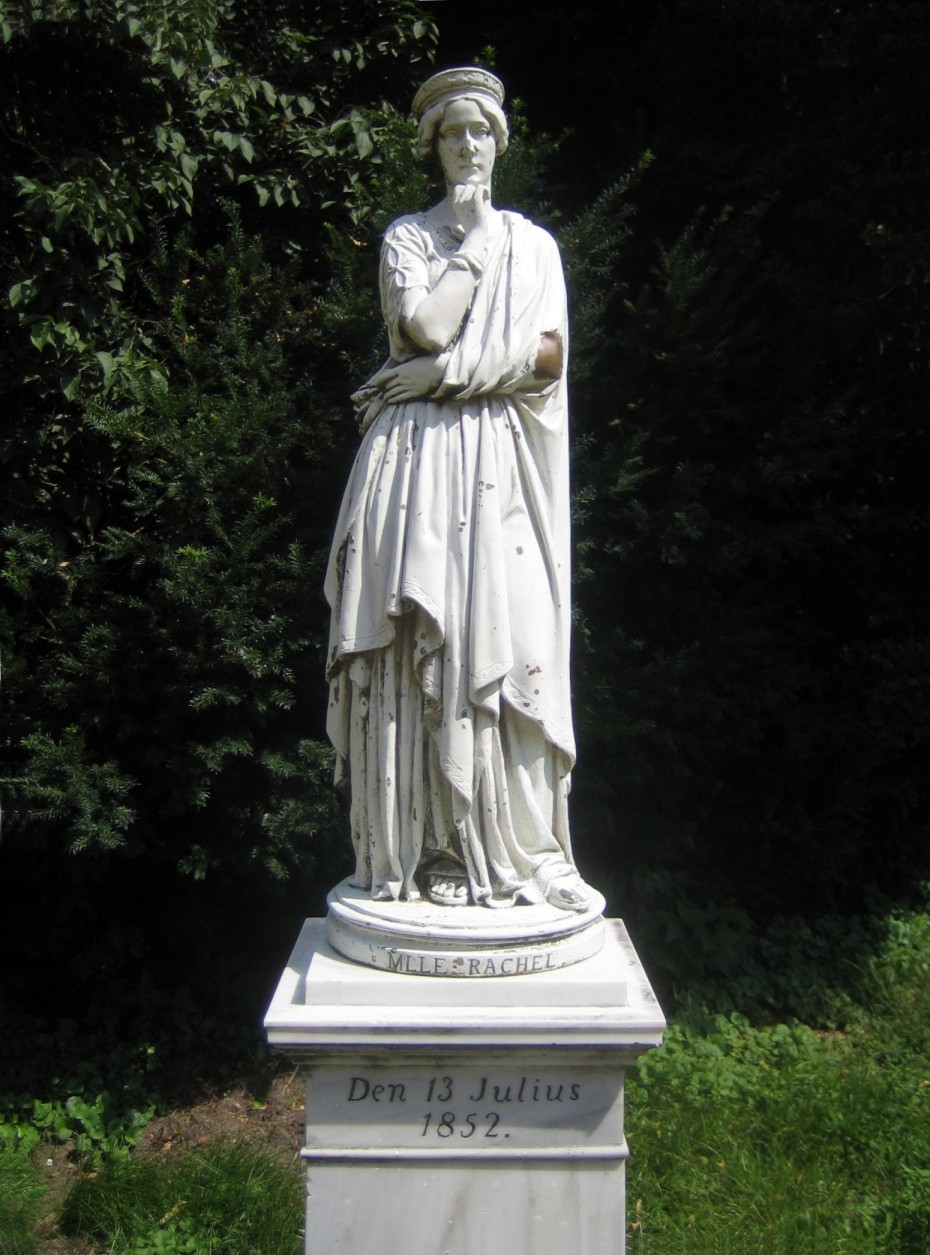
Statuette der Schauspielerin Rachel neben dem Schloss
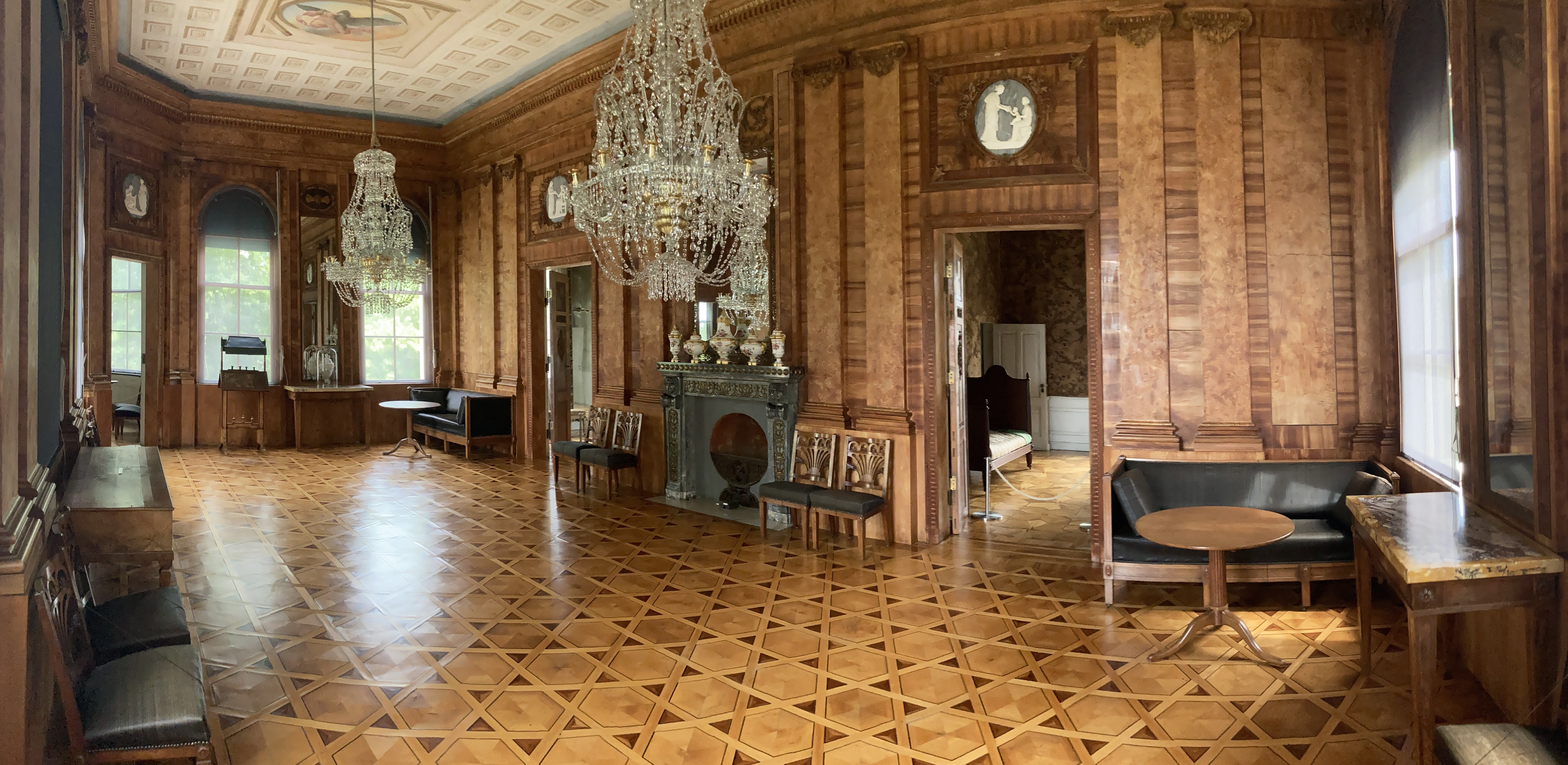
Festsaal im Obergeschoss
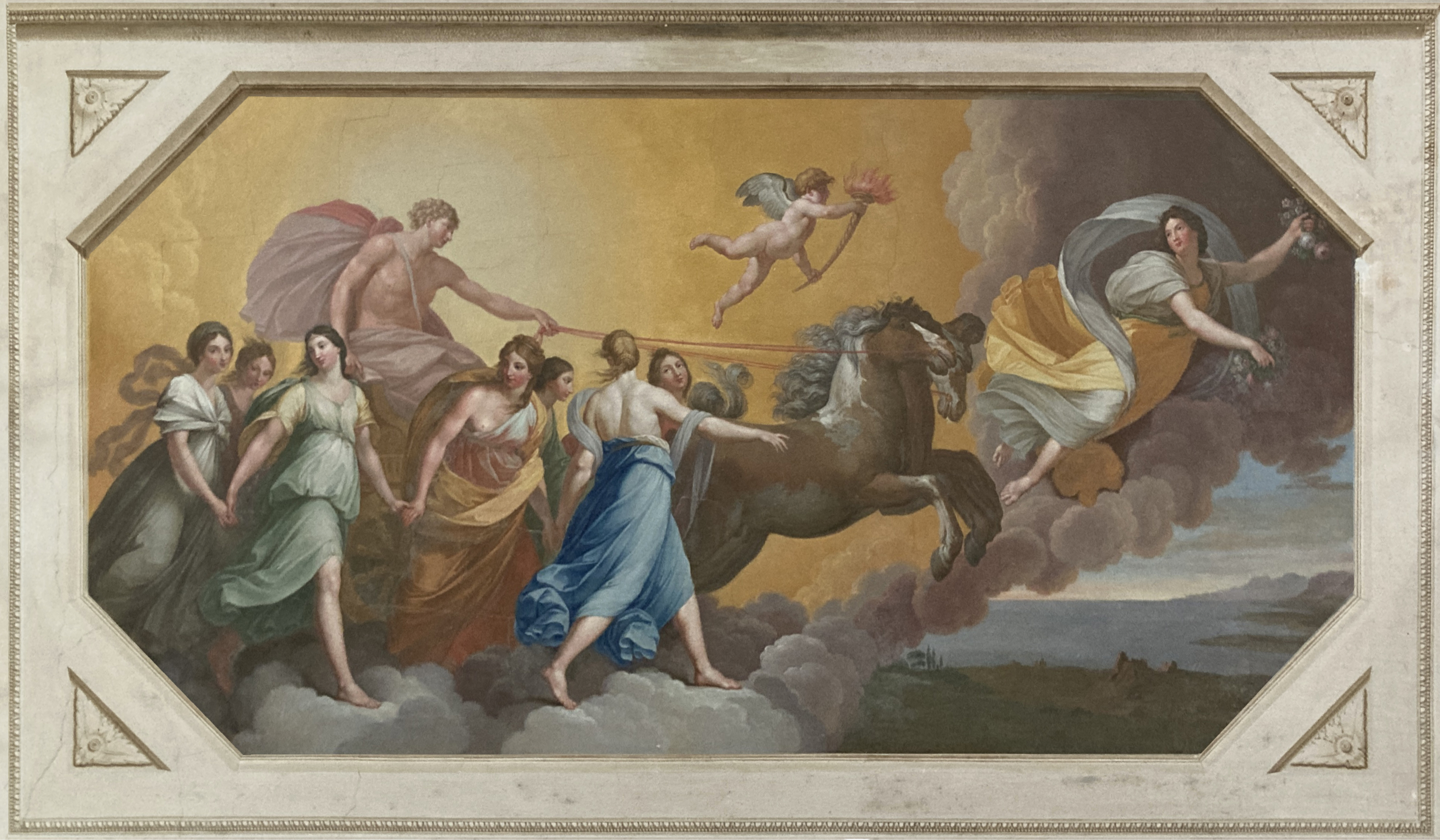
Deckengemälde im Festsaal
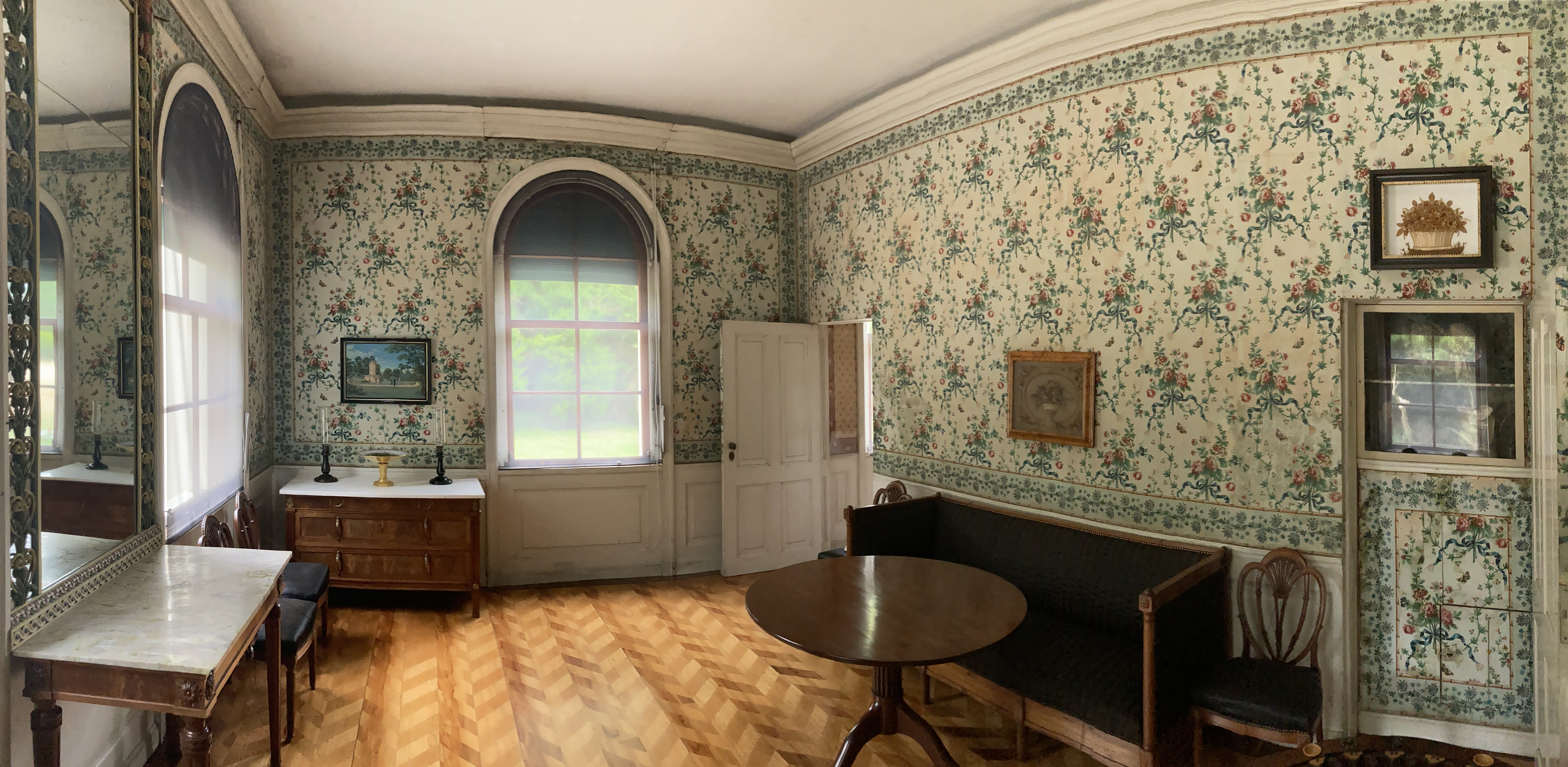
Zimmer mit Papiertapete im Erdgeschoss
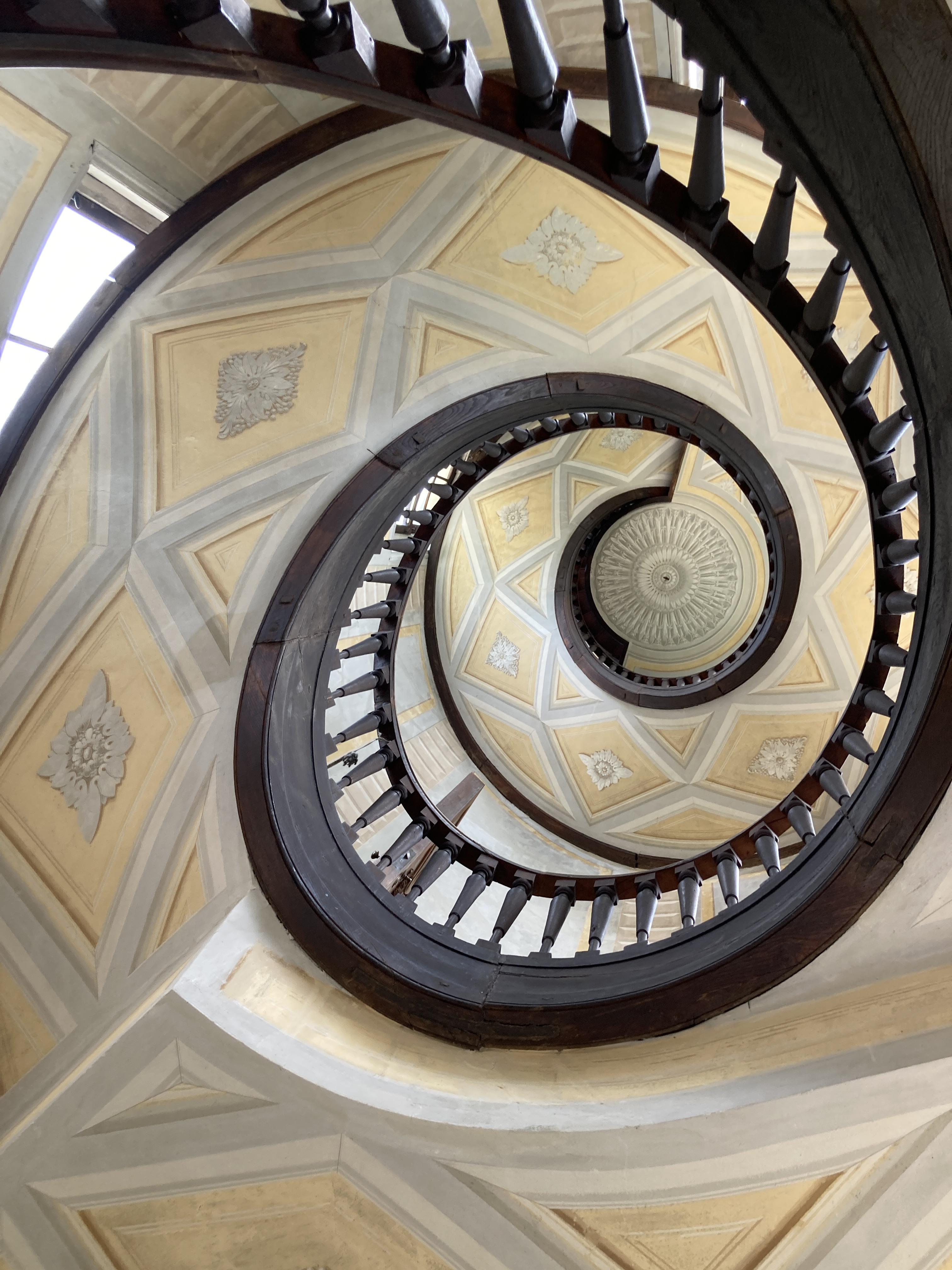
Treppenhaus
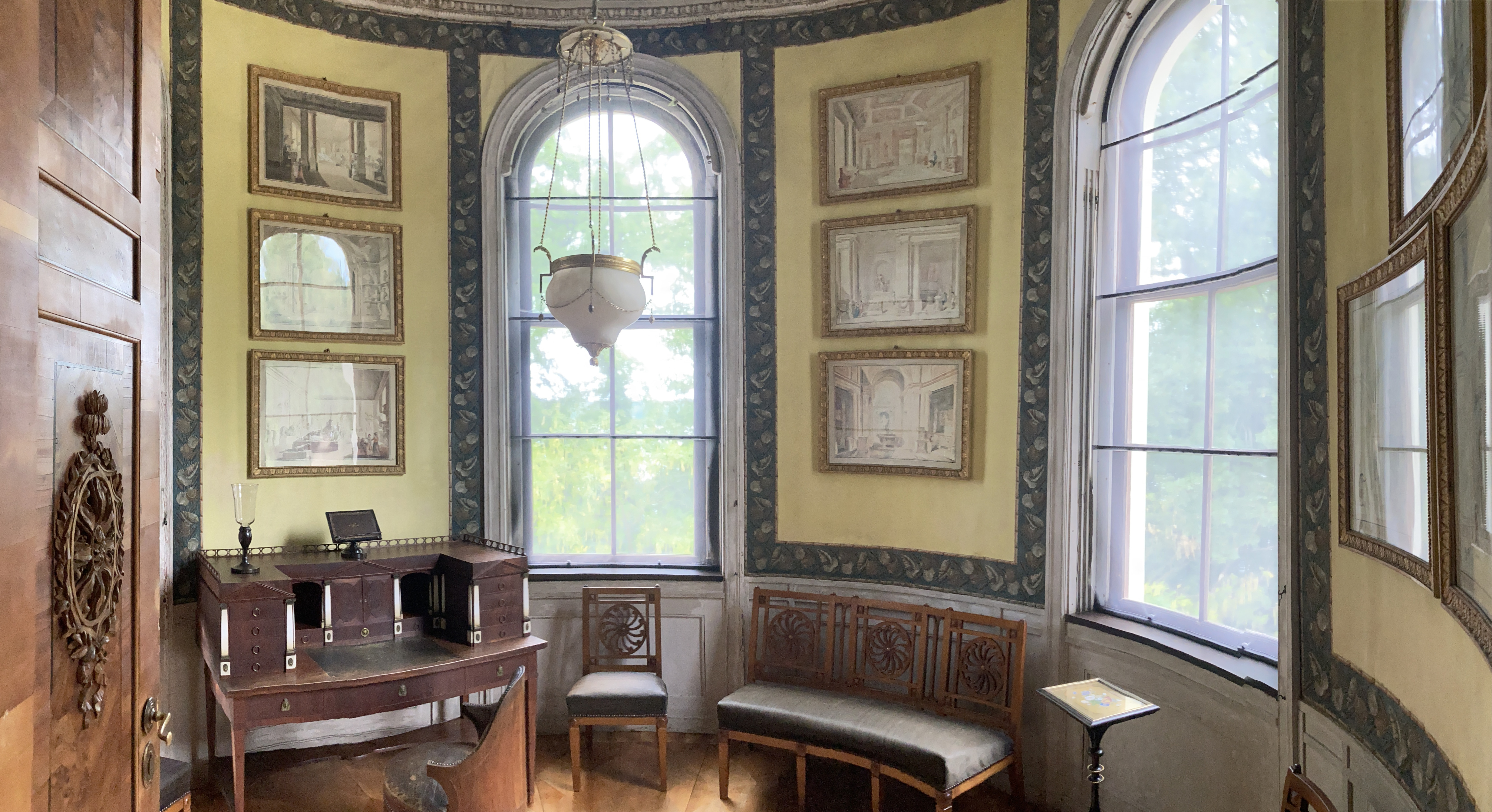
Kabinett
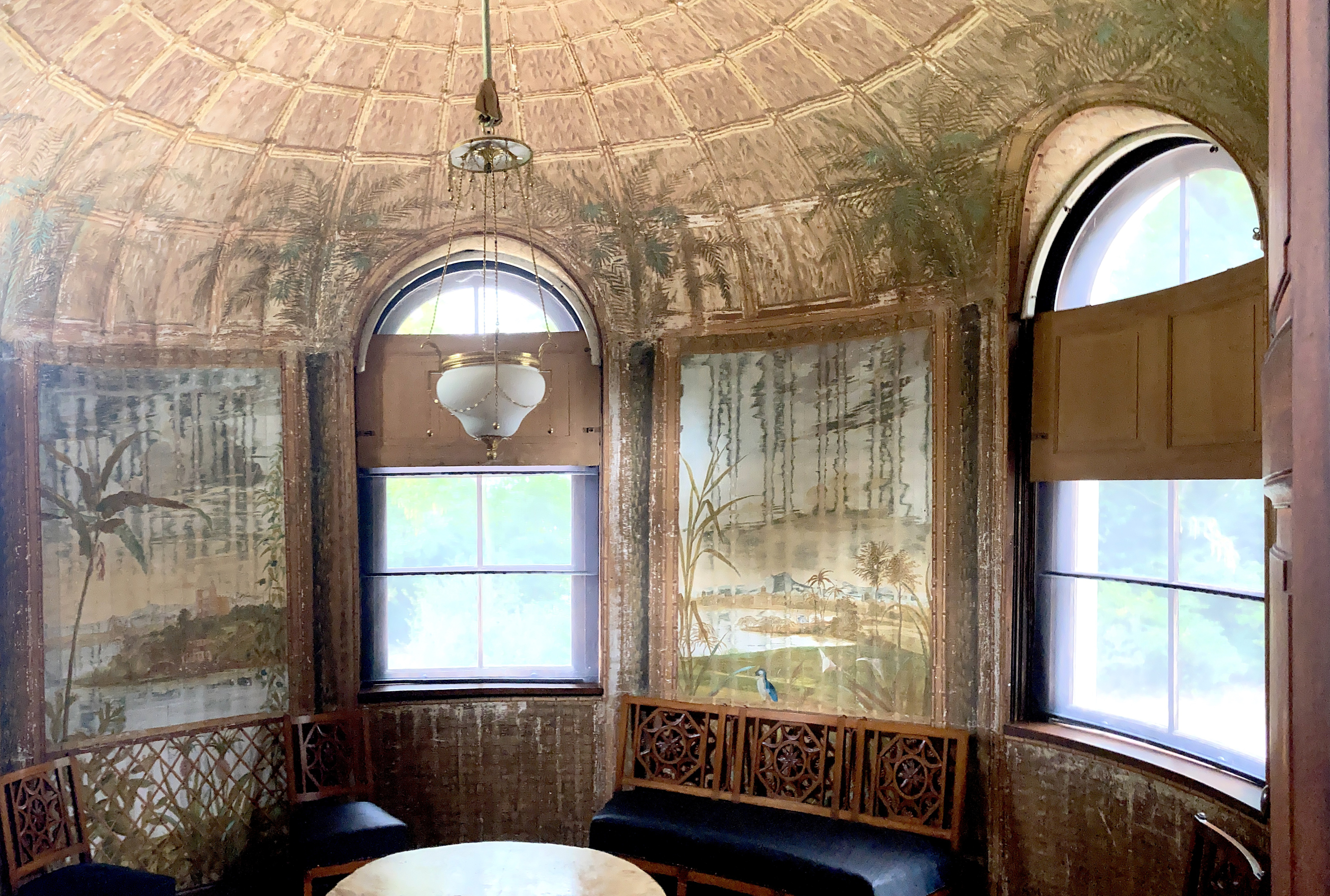
Otaheitisches Kabinett
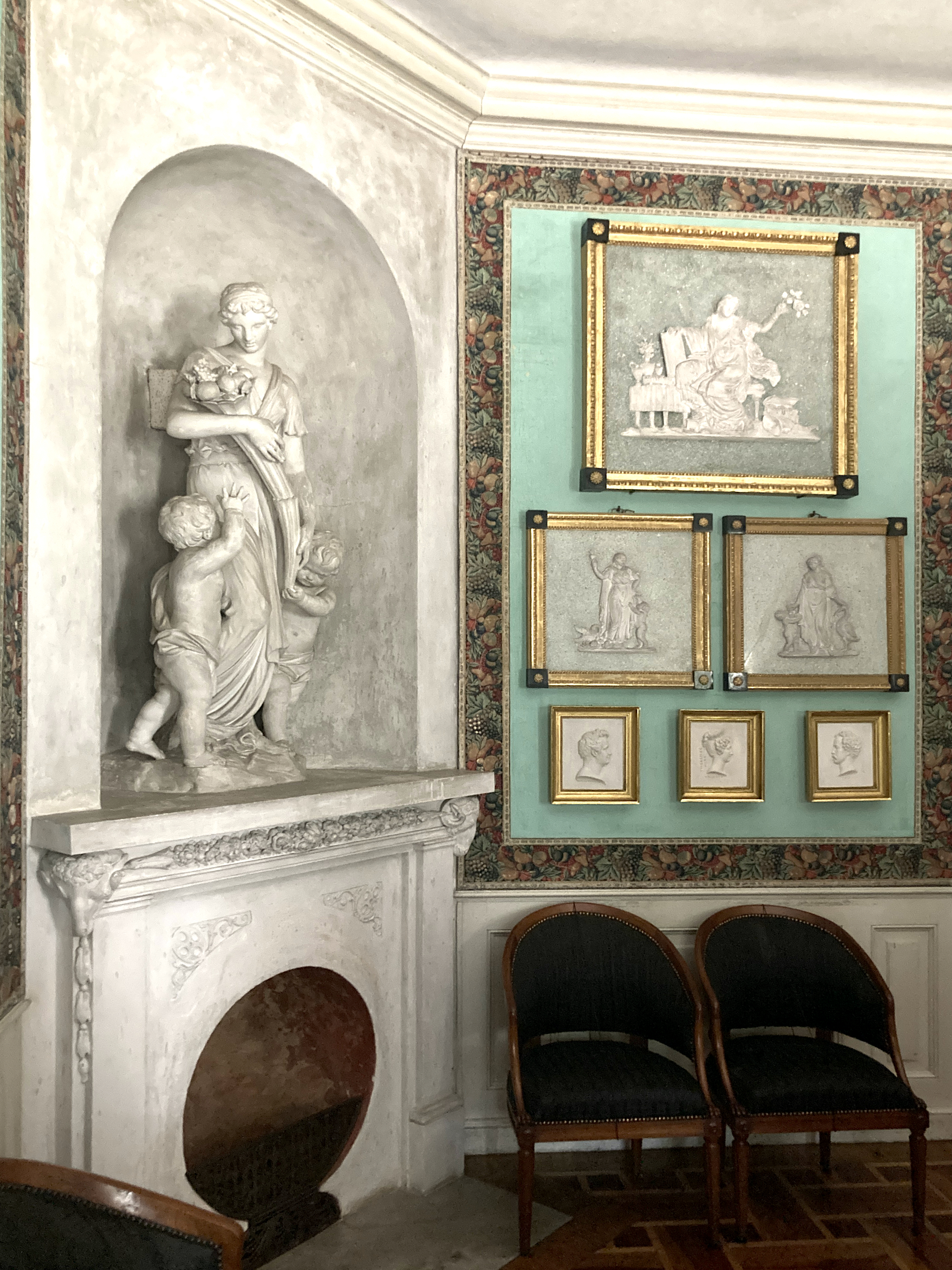
Empfangs-zimmer mit Gipsreliefs
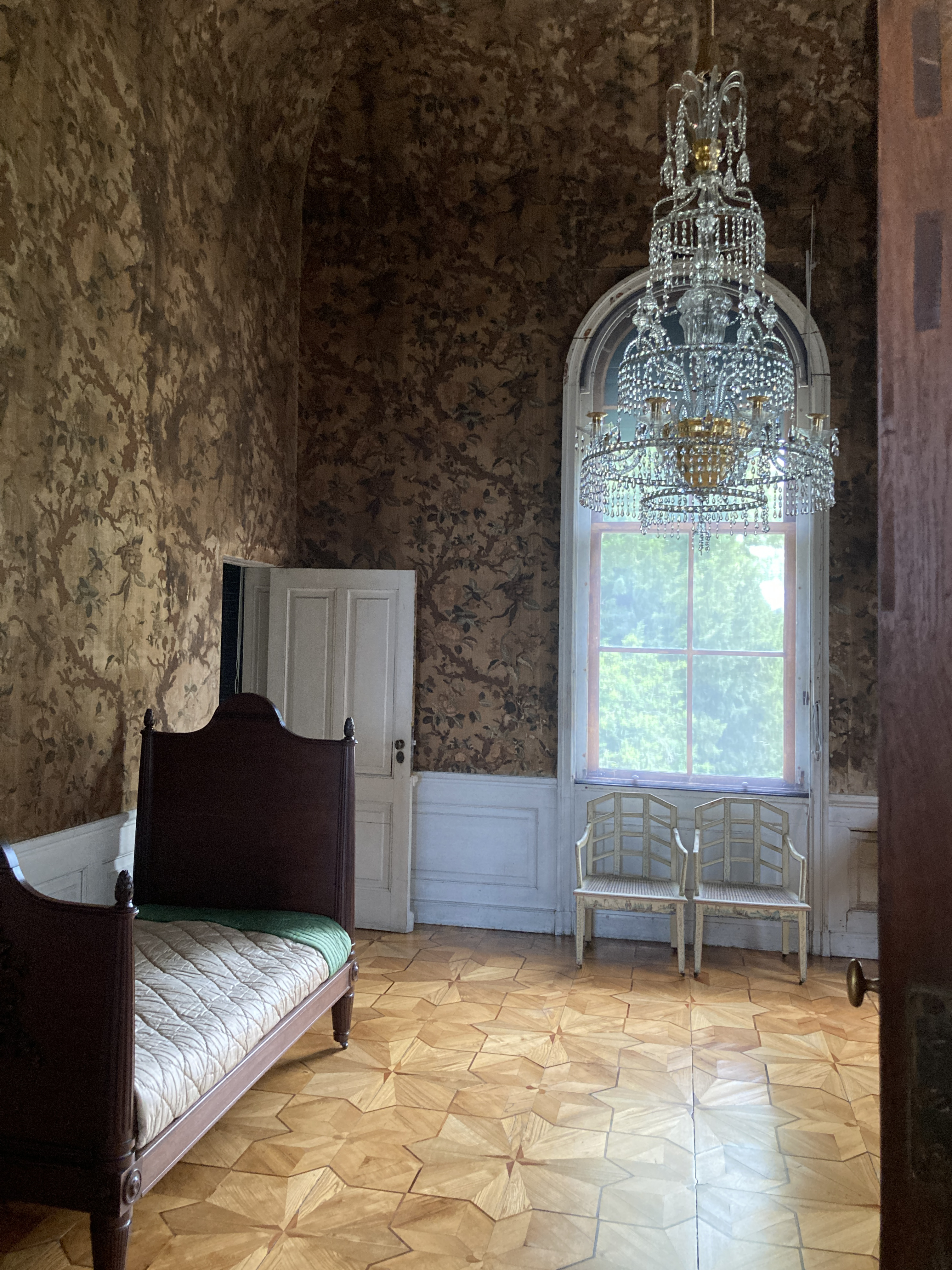
Schlafzimmer

## Das Schloss und die Umgebung

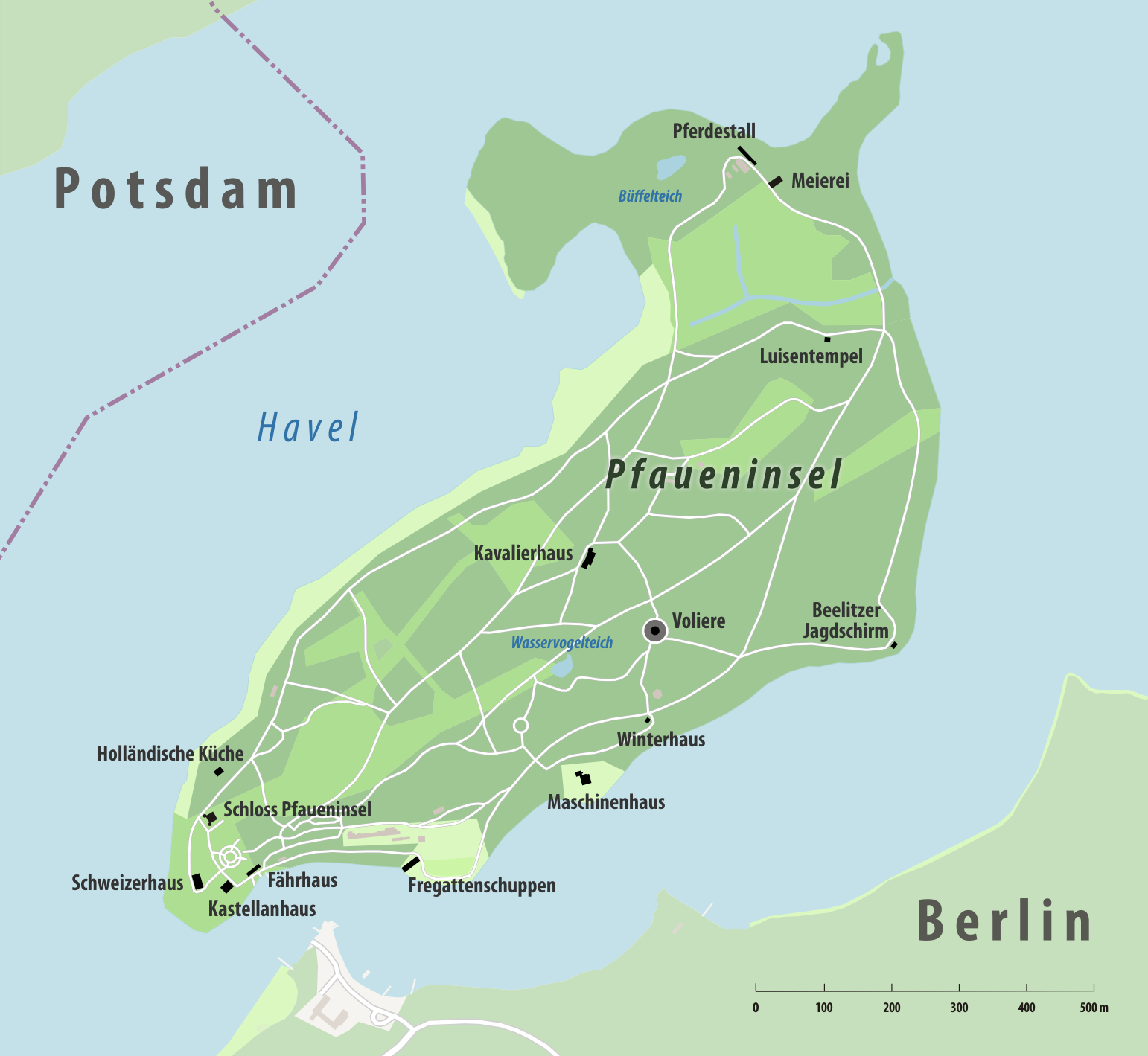
Das Schloss liegt im Südwesten der Pfaueninsel.

Die gartenartige Landschaft der Pfaueninsel ist mit weiteren Bauten geschmückt, so finden sich hier unter anderem noch der Luisentempel, eine Jagdhütte – das „Borkenhäuschen“ –, das neogotische Kavaliershaus und die ebenfalls als Ruine konzipierte Meierei. Das königliche Refugium wurde bereits ab 1821 für Besucher zugänglich gemacht, wenn auch nur an drei Tagen in der Woche, da das Schlösschen gelegentlich noch vom preußischen Königshaus bewohnt wurde. So nutzte Friedrich Wilhelm III. das Gebäude als seinen Sommersitz und ließ die Insel, die bis dahin gärtnerisch kaum gegliedert war, ab 1816 durch Peter Joseph Lenné in einen großen Landschaftspark verwandeln. Erst nach dem Tod des Königs verloren die Hohenzollern das Interesse an dem Schloss.
Heute gehört es der Stiftung Preußische Schlösser und Gärten Berlin-Brandenburg.

## Denkmalschutz
Das Schloss Pfaueninsel und die ganzen Inselgebäude und Anlagen stehen unter Denkmalschutz und sind unter der Aktennummer 09075495,T in der Denkmalliste des Landes Berlin erfasst.